# مرلین ۲۵۹۸
سیارک ۲۵۹۸ (به انگلیسی: 2598 Merlin، نامگذاری:1980RY) دو هزار و پانصد و نود و هشتمین سیارک کشف شده‌است که در ۷ سپتامبر ۱۹۸۰ کشف شد.
قدر مطلق سیارک برابر ۱۲٫۶۰ است.